# Самаэзская дыра
Самаэзская дыра — глубокая точка, расположенная в Сиамском заливе неподалёку от острова Самаэ-Сан из одноимённой группы островов. Её также называют «черная дыра смерти». Название произошло от близлежащей рыбацкой деревни. Самаэзская дыра считается одним из самых опасных мест для дайвинга в мире. Её глубина достигает 85 метров.
В этом районе сильнейшие течения, которые также делают эту зону очень опасной. К тому же, в этой зоне живут барракуды — морские хищники длиной до двух метров, способные причинить серьёзный вред человеку. В «черной дыре смерти» очень плохая видимость — дайверы, решившиеся спуститься туда плавают почти что в полнейшей темноте. Также против плавания в этом месте говорит и то, что ВМС США ранее использовали Самаэзскую дыру как склад боеприпасов, в результате чего это место завалено неразорвавшимися боеприпасами.
В данном месте могут погружаться только дайверы, имеющие технические сертификаты для погружений на Тримексе. Вместо воздуха в баллонах используется особая смесь, состоящая из кислорода, азота и гелия. Но даже для самых опытных и подготовленных дайверов очень опасно погружаться в эту зону. Самаэзская дыра стала последним местом погружения для многих людей.